# Bangladeschische Cricket-Nationalmannschaft in Sri Lanka in der Saison 2025
Die Tour der bangladeschischen Cricket-Nationalmannschaft nach Sri Lanka in der Saison 2025 fand vom 17. Juni bis zum 16. Juli 2025 statt. Die internationale Cricket-Tour war Bestandteil der Internationalen Cricket-Saison 2025 und umfasste zwei Tests, drei ODIs und drei Twenty20s. Die Tests sind die ersten Spiele der ICC World Test Championship 2025–2027. Sri Lanka gewann die Test-Serie mit 1–0 und die ODI-Serie mit 2–1, während Bangladesch die Twenty20-Serie mit 2–1 gewann.

## Vorgeschichte
Bangladesch bestritt zuvor eine Tour in Pakistan, für Sri Lanka war es die erste Tour in der Saison. Das letzte Aufeinandertreffen der beiden Mannschaften bei einer Tour fand in der Saison 2023/24 in Bangladesch statt.

## Stadien
Die folgenden Stadien wurden für die Tour als Austragungsorte bestimmt.
| Stadion                                            | Stadt    | Kapazität | Spiele              |
| -------------------------------------------------- | -------- | --------- | ------------------- |
| R. Premadasa Stadium (RPS)                         | Colombo  | 35.000    | 1. & 2. ODI; 3. T20 |
| Sinhalese Sports Club Ground (SSC)                 | Colombo  | 10.000    | 2. Test             |
| Rangiri Dambulla International Stadium             | Dambulla | 16.800    | 2. T20              |
| Galle International Stadium                        | Galle    | 35.000    | 1. Test             |
| Muttiah Muralitharan International Cricket Stadium | Kandy    | 35.000    | 3. ODI; 1. T20      |

## Kaderlisten
Bangladesch benannte seinen Test-Kader am 4. Juni 2025, seinen ODI-Kader am 23. Juni 2025 und seinen Twenty20-Kader am 4. Juli 2025.
Sri Lanka benannte seinen Test-Kader am 15. Juni 2025, seinen ODI-Kader am 27. Juni 2025 und seinen Twenty20-Kader am 7. Juli 2025.
| Test | Test | ODI | ODI | Twenty20 | Twenty20 |
| Sri Lanka | Bangladesch | Sri Lanka | Bangladesch | Sri Lanka | Bangladesch |
| --- | --- | --- | --- | --- | --- |
| - Dhananjaya de Silva (K) - Dinesh Chandimal (wk) - Akila Dananjaya - Sonal Dinusha - Asitha Fernando - Oshada Fernando - Vishwa Fernando - Prabath Jayasuriya - Angelo Mathews - Kamindu Mendis - Kusal Mendis (wk) - Pathum Nissanka - Kasun Rajitha - Milan Rathnayake - Pavan Rathnayake - Tharindu Rathnayake - Pasindu Sooriyabandara - Lahiru Udara - Dunith Wellalage - Isitha Wijesundara | - Najmul Hossain Shanto (K) - Mehidy Hasan Miraz (VK) - Khaled Ahmed - Jaker Ali - Mahidul Islam Ankon - Litton Das (wk) - Anamul Haque - Mominul Haque - Nayeem Hasan - Ebadot Hossain - Shadman Islam - Taijul Islam - Hasan Mahmud - Hasan Murad - Mushfiqur Rahim (wk) - Nahid Rana | - Charith Asalanka (K) - Dushmantha Chameera - Asitha Fernando - Avishka Fernando - Wanindu Hasaranga - Janith Liyanage - Dilshan Madushanka - Nishan Madushka (wk) - Eshan Malinga - Kamindu Mendis - Kusal Mendis (wk) - Pathum Nissanka - Milan Rathnayake - Sadeera Samarawickrama (wk) - Maheesh Theekshana - Jeffrey Vandersay - Dunith Wellalage | - Mehidy Hasan Miraz (K) - Taskin Ahmed - Jaker Ali (wk) - Litton Das (wk) - Parvez Hossain Emon - Tanzid Hasan - Rishad Hossain - Shamim Hossain - Towhid Hridoy - Tanvir Islam - Hasan Mahmud - Mohammad Naim - Mustafizur Rahman - Nahid Rana - Tanzim Hasan Sakib - Najmul Hossain Shanto | - Charith Asalanka (K) - Dinesh Chandimal (wk) - Avishka Fernando - Binura Fernando - Wanindu Hasaranga - Chamika Karunaratne - Eshan Malinga - Kamindu Mendis - Kusal Mendis (wk) - Pathum Nissanka - Matheesha Pathirana - Kusal Perera - Dasun Shanaka - Maheesh Theekshana - Nuwan Thushara - Jeffrey Vandersay - Dunith Wellalage | - Litton Das (K, wk) - Nasum Ahmed - Taskin Ahmed - Jaker Ali (wk) - Parvez Hossain Emon - Mahedi Hasan - Tanzid Hasan - Rishad Hossain - Shamim Hossain - Towhid Hridoy - Shoriful Islam - Mehidy Hasan Miraz - Mohammad Naim - Mustafizur Rahman - Mohammad Saifuddin - Tanzim Hasan Sakib |

## Tests

### Erster Test in Galle
| 17. – 21. Juni Scorecard | Galle | Bangladesch 495 (153.4) & 285-6d (87) | – | Sri Lanka 485 (131.2) & 72-4 (32) |
|                          |       | Remis                                 |   |                                   |

Bangladesch gewann den Münzwurf und entschied sich als Schlagmannschaft zu beginnen. Als Spieler des Spiels wurde Najmul Hossain Shanto ausgezeichnet.

### Zweiter Test in Colombo
| 25. – 29. Juni Scorecard | Colombo (SSC) | Bangladesch 247 (79.3) & 133 (44.2)             | – | Sri Lanka 458 (116.5) |
|                          |               | Sri Lanka gewinnt mit einem Innings und 78 Runs |   |                       |

Bangladesch gewann den Münzwurf und entschied sich als Schlagmannschaft zu beginnen. Als Spieler des Spiels wurde Pathum Nissanka ausgezeichnet.

## One-Day Internationals

### Erstes ODI in Colombo
| 2. Juli Scorecard | Colombo (RPS) | Sri Lanka 244 (49.2)          | – | Bangladesch 167 (35.5) |
|                   |               | Sri Lanka gewinnt mit 77 Runs |   |                        |

Sri Lanka gewann den Münzwurf und entschied sich als Schlagmannschaft zu beginnen. Als Spieler des Spiels wurde Charith Asalanka ausgezeichnet.

### Zweites ODI in Colombo
| 5. Juli Scorecard | Colombo (RPS) | Bangladesch 248 (45.5)          | – | Sri Lanka 232 (48.5) |
|                   |               | Bangladesch gewinnt mit 16 Runs |   |                      |

Bangladesch gewann den Münzwurf und entschied sich als Schlagmannschaft zu beginnen. Als Spieler des Spiels wurde Tanvir Islam ausgezeichnet.

### Drittes ODI in Kandy
| 8. Juli Scorecard | Kandy (MMS) | Sri Lanka 285-7 (50)          | – | Bangladesch 186 (39.4) |
|                   |             | Sri Lanka gewinnt mit 99 Runs |   |                        |

Sri Lanka gewann den Münzwurf und entschied sich als Schlagmannschaft zu beginnen. Als Spieler des Spiels wurde Kusal Mendis ausgezeichnet.

## Twenty20 Internationals

### Erstes Twenty20 International in Kandy
| 10. Juli Scorecard | Kandy (MMS) | Bangladesch 154-5 (20)          | – | Sri Lanka 159-3 (19) |
|                    |             | Sri Lanka gewinnt mit 7 Wickets |   |                      |

Sri Lanka gewann den Münzwurf und entschied sich als Feldmannschaft zu beginnen. Als Spieler des Spiels wurde Kusal Mendis ausgezeichnet.

### Zweites Twenty20 International in Dambulla
| 13. Juli Scorecard | Dambulla | Bangladesch 177-7 (20)          | – | Sri Lanka 94 (15.2) |
|                    |          | Bangladesch gewinnt mit 83 Runs |   |                     |

Sri Lanka gewann den Münzwurf und entschied sich als Feldmannschaft zu beginnen. Als Spieler des Spiels wurde Litton Das ausgezeichnet.

### Drittes Twenty20 International in Colombo
| 16. Juli Scorecard | Colombo (RPS) | Sri Lanka 132-7 (20)              | – | Bangladesch 133-2 (16.3) |
|                    |               | Bangladesch gewinnt mit 8 Wickets |   |                          |

Sri Lanka gewann den Münzwurf und entschied sich als Feldmannschaft zu beginnen. Als Spieler des Spiels wurde Mahedi Hasan ausgezeichnet.

## Auszeichnungen

### Player of the Series
Als Player of the Series wurden der folgende Spieler ausgezeichnet.
| Serie    | Player of the Series |
| -------- | -------------------- |
| Test     | Pathum Nissanka      |
| ODI      | Kusal Mendis         |
| Twenty20 | Litton Das           |

### Player of the Match
Als Player of the Match wurden die folgenden Spieler ausgezeichnet.
| Spiel   | Player of the Match   |
| ------- | --------------------- |
| 1. Test | Najmul Hossain Shanto |
| 2. Test | Pathum Nissanka       |
| 1. ODI  | Charith Asalanka      |
| 2. ODI  | Tanvir Islam          |
| 3. ODI  | Kusal Mendis          |
| 1. T20  | Kusal Mendis          |
| 2. T20  | Litton Das            |
| 3. T20  | Mahedi Hasan          |